# Gadolinium-160
Gadolinium-160 of 160Gd is een stabiele isotoop van gadolinium, een lanthanide. Het is een van de zes stabiele isotopen van het element, naast gadolinium-154, gadolinium-155, gadolinium-156, gadolinium-157 en gadolinium-158. Daarnaast komt ook een langlevende radio-isotoop voor, namelijk gadolinium-152. De abundantie op Aarde bedraagt 21,86%. 
Gadolinium-160 ontstaat onder meer bij het radioactief verval van europium-160.
{\displaystyle {\ce {{^{160}_{63}Eu}->{^{160}_{64}Gd}+{e^{-}}+{\bar {\nu }}_{e}}}}
De isotoop wordt ervan verdacht via dubbel β−-verval te vervallen naar de stabiele isotoop dysprosium-160. Gadolinium-160 bezit echter een halfwaardetijd van meer dan 1,3 triljard jaar en kan de facto als stabiel beschouwd worden. Dit vanwege het feit dat de halfwaardetijd miljarden malen groter is dan de leeftijd van het universum.
{\displaystyle {\ce {{^{160}_{64}Gd}->{^{160}_{65}Tb}+{e^{-}}+{\bar {\nu }}_{e}}}}
{\displaystyle {\ce {{^{160}_{65}Tb}->{^{160}_{66}Dy}+{e^{-}}+{\bar {\nu }}_{e}}}}
133Gd · 134Gd · 135Gd · 136Gd · 137Gd · 138Gd · 138mGd · 139Gd · 139mGd · 140Gd · 141Gd · 141mGd · 142Gd · 143Gd · 143mGd · 144Gd · 145Gd · 145mGd · 146Gd · 147Gd · 147mGd · 148Gd · 149Gd · 150Gd · 151Gd · 152Gd · 153Gd · 153m1Gd · 153m2Gd · 154Gd · 155Gd · 155mGd · 156Gd · 156mGd · 157Gd · 158Gd · 159Gd · 160Gd · 161Gd · 162Gd · 163Gd · 164Gd · 165Gd · 166Gd · 167Gd · 168Gd · 169Gd · 170Gd